# Taw (fiume)

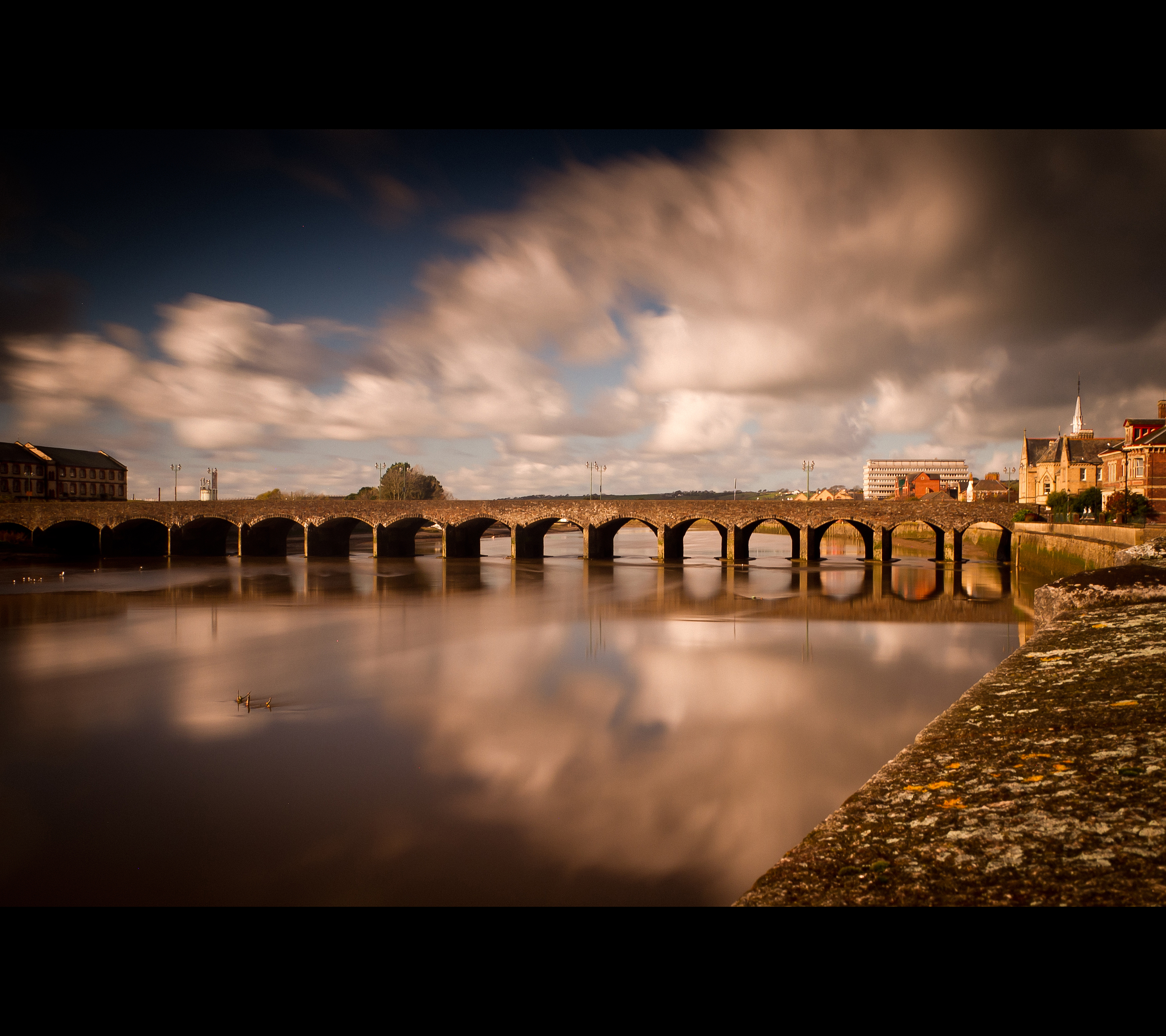
Il Long Bridge, ponte sul fiume Taw a Barnstaple

Il Taw (pron.: /tɔː/) è un fiume di circa 72 km dell'Inghilterra sud-occidentale, che scorre interamente nella contea del Devon: nasce nel Dartmoor e sfocia nella baia di Bideford (canale di Bristol, oceano Atlantico).  Si tratta di uno dei fiumi maggiori della contea.
Il suo estuario rappresenta una delle maggiori riserve naturali dell'Inghilterra, tanto da essere incluso nella biosfera UNESCO.

## Geografia
Il Taw nasce a Taw Head, nel parco nazionale del Dartmoor.
Affluenti del Taw sono il Mole, lo Yeo e il Little Dart.
Prima di immettersi nella baia di Bideford, nei pressi di Barnstaple, il Taw si congiunge con il Torridge. L'area lungo l'estuario del Taw e del Torridge si caratterizza per la presenza di dune sabbiose.

## Storia
Nel 1280 venne realizzato lungo il fiume Taw, segnatamente a Barnstaple, il ponte noto come Long Bridge.

## Fauna
Lungo il fiume vivono trote e salmoni.  L'estuario del fiume Taw ospita inoltre circa 20000 esemplari di uccelli trampolieri.
Un tempo viveva lungo il Taw anche la cozza d'acqua dolce (margaritifera margaritifera), specie rinvenuta per l'ultima volta nel 1994.

## Il fiume Taw nella cultura di massa
Nel 1927 il fiume Taw apparve nel libro di Henry Williamson Tarka the Otter. Da questa pubblicazione prende il nome il percorso ciclistico e podistico Tarka trail.